# Happy Camp (programa de televisión)
Happy Camp (en chino tradicional, 快樂大本營; en chino simplificado, 快乐大本营; pinyin, kuàilè dàběnyíng), es un programa de televisión chino de variedades transmitido por Hunan Television del 11 de julio de 1997 hasta el 25 de septiembre de 2021. El programa fue presentado por He Jiong, Li Weijia, Xie Na, Du Haitao, y Wu Xin. 
Es uno de los programas más populares de China continental, con una audiencia estimada en varias decenas de millones. Debido a su popularidad Happy Camp ha ganado varios premios en Asia.
Después de que se transmitiera el último episodio el 25 de septiembre de 2021, la cuenta oficial de Weibo del programa anunció que un nuevo programa de variedades, "Hello Saturday", ocupará su lugar, marcando el final de sus 24 años.

## Formato
En cada episodio aparecen celebridades como estrellas invitadas. A veces otras celebridades regionales de Hong Kong, China, Japón, Corea del Sur, o Taiwán están invitados. Happy Camp da a muchas celebridades la oportunidad de mostrar sus talentos. Porque el programa es tan popular (conocida), por muchos cantantes y actores que quieren realizar publicidad en sus producciones tales como películas, libros y canciones. Los invitados participan en entrevistas, actuaciones y juegos.

## Miembros

### Conductores
- 1997: Li Xiang, Li Bing
- 1997: Li Xiang, Hai Bo
- 1998: Li Xiang, He Jiong
- 1999: Li Xiang, He Jiong, Li Weijia
- 2002: He Jiong, Li Weijia, Xie Na
- 2007 - 2018: He Jiong, Li Weijia, Xie Na,[4] Du Haitao, Wu Xin
- 2018 - 2020: He Jiong, Li Weijia, Xie Na, Du Haitao, Wu Xin, Kido Ma (马思超) y Li Haofei
- 2021: He Jiong, Li Weijia, Xie Na, Du Haitao, Wu Xin y Ding Chengxin.[5]

## Invitados

### 2007
| Fecha                    | Episodio                                       | Invitado |
| 17 de marzo              | Happy shopping, Thanksgiving Anniversary!      | Annie Yi, Yu Quan, Tian Liang, Tan Weiwei, Liu Li Yang, Reborn, Qin Lan                                                                                  |
| 24 de marzo              | Lamp of Peach Blossom                          | Quan Yuan, Yuen Tai, He Jiong, Xie Na |
| 31 de marzo              | Made in China                                  | TANK, Shi Yang |
| 7 de abril               | We want you to look good                       | T. A. K. E., Kim Wan Lyo, Lee Seung Hyun, Sin Seung Hee, Jang Sung Jae, Baby Zhang, Zhao Jingwei, Ruili Magazine models (Xiao Hei, Ayuki and Wang Xiang) |
| We want you to look good | Super Boy                                      | Concursantes de Super Boy |
| 21 de abril              | Super Boy                                      | Concursantes de Super Boy |
| 28 de abril              | I have my youth                                | SARA, Super Junior |
| 5 de mayo                | Super Boy                                      | Concursantes de Super Boy |
| 12 de mayo               | Super Boy                                      | Concursantes de Super Boy |
| 26 de mayo               | Happy Boy                                      | Yao Zheng, Allen Su, Wang Yuexin, Lu Huing, Bird Zhan, Jason Zhang                                                                                       |
| 2 de junio               | Dance Domination CD                            | 5566, Zax Wang, Sam Wang, Tony Sun, Jason Hsu |
| 8 de junio               | Super Boy                                      | Concursantes de Super Boy |
| 16 de junio              | What are the feelings for                      | Gong Ger, Fahrenheit |
| 23 de junio              | Super College                                  | 20088, Battle |
| 30 de junio              | Dream links                                    | Qin Lan, Jeff Bao, Alex Fong Chung-Sun, Jenny Zhang |
| 7 de julio               | China Love                                     | Mary, Bo Yee Poon, Jin Shanshan |
| 14 de julio              | Happiness is flying towards you                | Beijing Latin Dance Club, Richie Ren |
| 21 de julio              | Off it                                         | Paul, LKG |
| 28 de julio              | Unity is strength                              | Buddy, Kit Teo, Hudson, Civil Imitator |
| 4 de agosto              | Popular element                                | 183 Club, Fish Leong |
| 11 de agosto             | Super Star                                     | Ham Yu, Chen Chusheng, Allen Su, Vision Wei, Ji Jie, Yao Zhen                                                                                            |
| 18 de agosto             | Why Red (I)                                    | Super Junior |
| 25 de agosto             | Why Red (II)                                   | Super Junior |
| 1 de septiembre          | Good list of young campus                      | Back Dorm Boys |
| 8 de septiembre          | Special Feature: Vuelta a la sede de Hong Kong | Andy Lau |
| 15 de septiembre         | Turn on the happiness                          | Bibi Zhou, Guangdong Migrant Group |
| 22 de septiembre         | Turn on the happiness                          | Wang Zhenglian, Ham Yu, Wang Yuexin |
| 29 de septiembre         | Turn on the happiness                          | Chris Lee |
| 6 de octubre             | Fun Saturday                                   | Hangzhou Heavenly Sword Fencing Club, Tino Bao, Anthony Bao                                                                                              |
| 13 de octubre            | I know my taste                                | Yili Yogurt College Music Festival Players, Steve Yoo, Pu Shu                                                                                            |
| 20 de octubre            | «Radiant» people                               | Directores: Zhong Wei, Ran Dawei, Luo Nahan |
| 27 de octubre            | Dance of the young                             | Entrenadores de baile: Zhou Zhikun, Huang Rui, Jiang Luxia, Song Bin, Zuo Jing                                                                           |
| 3 de noviembre           | Wonderful Life                                 | Children's Gymnastics Team, Guo Tao |
| 10 de noviembre          | Sparkling Red Star                             | Jason Zhang, Ji Jie, Jinggangshan Fire Brigade |
| 17 de noviembre          | Young stage                                    | Ants, Colorful Hulunbeir Children's Choir |
| 24 de noviembre          | Gathering of sisters                           | AYA, Fang Fang, Kan Mi Youn |
| 1 de diciembre           | Gathering of sisters                           | Yang Hong, Ma Chang, Yan Jiapei, Wuhan Institute of Physical Education Dance Team, Rose                                                                  |
| 8 de diciembre           | Hometown Tourism Festival                      | G. yung Drung Rgyal, Li Na, Ham Yu, Tan Weiwei, Jason Zhang                                                                                              |
| 15 de diciembre          | Beckham's trip to China                        | Huang Jianxiang, David Beckham |
| 29 de diciembre          | I know my taste                                | Wilber Pan, KIG Street Dance, Women's Synchronised Swimming Team                                                                                         |

### 2008
| Fecha         | Episodio | Invitado   |
| ------------- | -------- | ---------- |
| 11 de octubre |          | Jing Boran |

### 2009
| Fecha            | Episodio                                   | Invitado |
| 3 de enero       | Class of Youth Dreams                      | Mayday |
| 10 de enero      | The Decreed by Fate I Love You             | Ethan Juan, Joe Chen |
| 17 de enero      | Congratulations Congratulations            | Ulgy Wudi (Season 2), Hey Girl, The Eighteen Bronze                                                                                   |
| 24 de enero      | Cow Greets Happy                           | Spring Replay (Series 1) |
| 31 de enero      | Cow Greets Happy                           | Spring Replay (Series 2) |
| 7 de febrero     | Cow Greets Happy                           | Spring Replay (Series 3) |
| 14 de febrero    | Cow Greets Happy                           | Spring Replay (Series 4) |
| 21 de febrero    | Big Woman Little Man                       | A-One, Ruby Lin |
| 28 de febrero    | Fighting                                   | By2, Kenji Wu |
| 7 de marzo       | More and More Love                         | Fahrenheit |
| 14 de marzo      | Play It Cool                               | Wu Bai, Stanley Huang |
| 21 de marzo      | More and More Love                         | Instructores de danza internacionales, Guangzhou Arts School, Zhang Shuai, Zhao Wei                                                   |
| 28 de marzo      | I Love to Watch Movies                     | Kingdom Yuen, Andy Lau, Ronny Ching                                                                                                   |
| 4 de abril       | Class of Youth Dreams                      | Chun Xiao, Mayday |
| 9 de abril       | Double-sided Princess                      | Jolin Tsai, Xu Mengya, Zhou Sicheng                                                                                                   |
| 11 de abril      | Seek Friends                               | Genie Chuo, Lu Chen |
| 16 de abril      | Big Beauty War                             | Serina Liu, Pink Yang, Riley teachers                                                                                                 |
| 18 de abril      | I Am More Brilliant Than The Giants        | Jay Chou, Vincent Fang, Danny Chan, Ice Cream, Du Guozhang                                                                            |
| 23 de abril      | Seek Friends                               | Fahrenheit, Wu Bai, Sa Dingding |
| 25 de abril      | I Am More Brilliant Than The Giants        | Vincent Fang, Danny Chan, Ice Cream, Du Guozhang                                                                                      |
| 30 de abril      | City's Voice                               | Huang Lu, Liu Daye, Ivana Wong |
| 2 de mayo        | Share The Love                             | Huang Pin-yuan, Karena Lam, Dylan Kuo, Evonne Hsu                                                                                     |
| 6 de junio       | Happy Magic Wand                           | Kobayashi Kohei, Callaci Gil Echeverria Mirko, Eric Ching                                                                             |
| 13 de junio      | Summer Classics                            | Grasshopper, Chen Shu-Fen |
| 20 de junio      | Super Girls Are Here                       | Super Girl contestants (Top 18) |
| 27 de junio      | New Sound Scares People                    | Khalil Fong, Ma Guangfu |
| 4 de julio       | Refreshing Summertime Hong Kong Disneyland | Jacky Cheung |
| 11 de julio      | Smile in My Heart                          | Zhang Jiani, Ming Dow, He Minghan, Ma Ke, Jill Hsu                                                                                    |
| 18 de julio      | Eavesdrop (I)                              | Louis Koo, Daniel Wu, Sean Lau, Jason Zhang                                                                                           |
| 25 de julio      | Eavesdrop (II)                             | Louis Koo, Daniel Wu, Sean Lau, Jason Zhang                                                                                           |
| 1 de agosto      | Tracing Shadow                             | Francis Ng, Xie Na, Jaycee Chan, Pace Wu, Hu Ge                                                                                       |
| 8 de agosto      | Kung Fu Cyborg (I)                         | Eric Tsang, Jeffrey Lau, Betty Sun, Ronald Cheng, Alex Fong, Gan Wei                                                                  |
| 15 de agosto     | Let’s Go Watch Meteor Shower               | Let’s Go Watch Meteor Shower, Zhang Han, Zheng Shuang, Yu Haoming, Vision Wei, Zhu Zixiao                                             |
| 22 de agosto     | Kung Fu Cyborg (II)                        | Eric Tsang, Jeffrey Lau, Betty Sun, Ronald Cheng, Alex Fong, Gan Wei                                                                  |
| 29 de agosto     | Big Records                                | Jaycee Chan, Jacky Cheung |
| 5 de septiembre  | Innocence Forever                          | Nationwide students, Tsai Ming, Voice actors                                                                                          |
| 12 de septiembre | Small Line Meets Big Arena                 | Coco Lee |
| 19 de septiembre | Happy Basket Apprentice                    | Shawn Johnson, Shane Battier |
| 26 de septiembre | Happy in a Dozen                           | Joey Yung |
| 3 de octubre     | More and More Love                         | Gao Feng, Farmers Cast and director                                                                                                   |
| 10 de octubre    | 365 More Beautiful                         | Every occupation professional, Andy Ge, North and South Prom King and Queens (Zhang Hangrui, Wang Xiwei, Li Yeqing and Qiao Renliang) |
| 17 de octubre    | The Real Me M                              | Super Junior-M, Kim Min Ji |
| 24 de octubre    | Happy in a Dozen II                        | Huang Bo, Huang Yi, Du Haitao, Nanjing Opera, Super Junior-M                                                                          |
| 31 de octubre    | Happy Camp @ Seoul                         | Lee Min-ho, Han Chae-young, Yoon Eun Hye, Lin Chi-ling                                                                                |
| 7 de noviembre   | I Love Panda                               | Panda, Jane Zhang |
| 14 de noviembre  | Happy Music Fest                           | Sodagreen, Hermit Group |
| 21 de noviembre  | Big Rescuing War                           | Dai Long, Prince of Salmon, Ramen Master, Restlessness Inn Miss, Beijing Emergency Medical Center                                     |
| 28 de noviembre  | Small Line Meets Big Arena (Season 2)      | Chae Yeon, Hip-hop cloth-wrapper Shop, Li Yuanzai                                                                                     |
| 5 de diciembre   | Trick Boys & Trick Girls                   | BOBO, Qi Wei, Wang Xiyi, Big Missy, Super Brother                                                                                     |
| 12 de diciembre  | Happy Paradise                             | Jing Boran, Jason Zhang, Kim Joon, Animal Stars, Dolls                                                                                |
| 19 de diciembre  | Rhapsody                                   | Chris Lee, Kevin |
| 26 de diciembre  | Love Just Reside Together                  | Top Combine, Yoga Lin, Guo Shuyao (aka Yaoyao)                                                                                        |

### 2010
| Fecha           | Episodio                                                                                  | Invitado |
| 2 de enero      | Please Sing 2010                                                                          | Yico Zeng, Small Red Leaf Band, Performing Art Group                                                                         |
| 9 de enero      | Burning                                                                                   | Ballet aunties, Community Aunties, Huang Ling, Female bodyguards                                                             |
| 16 de enero     | In Love With Your Beauty                                                                  | Niu Xinxin, Xiao Caiqi, Pan Delong, Xu Jie, Zhang Xinyu, Shoushou, Kongyansong & Kongyaozhu sisters, National prom queen     |
| 23 de enero     | Idol Showdown                                                                             | Mark Chao, Godfrey Gao, Zou Cheng'en, Hans Zhang Yu Haoming, Zhu Zixiao                                                      |
| 30 de enero     | Happy Festival                                                                            | Sandra Ng, Raymond Wong Ho-yin, Li Nian                                                                                      |
| 6 de febrero    | Little Big Soldier                                                                        | Little Big Soldier crew, Jackie Chan                                                                                         |
| 14 de febrero   | This year I Am Most Famous (Spring Festival re-run) Location: Seoul, Hong Kong Disneyland | Chris Lee, Khalil Fong |
| 15 de febrero   | Idol Showdown (Spring Festival re-run)                                                    | Mark Chao, Godfrey Gao, Zou Cheng'en, Hans Zhang, Yu Haoming, Zhu Zixiao                                                     |
| 16 de febrero   | The Real Me M (Spring Festival re-run)                                                    | Super Junior-M, Kim Min Ji                                                                                                   |
| 17 de febrero   | Fated to Love You (Spring Festival re-run)                                                | Ethan Juan, Joe Chen |
| 18 de febrero   | In Love With Your Beauty (Spring Festival re-run)                                         | Niu Xinxin, Xiao Caiqi, Pan Delong, Xu Jie, Zhang Xinyu, Shoushou, Kongyansong & Kongyaozhu sisters, National prom queen     |
| 19 de febrero   | Happy Paradise (Spring Festival re-run)                                                   | Jason Zhang, Kim Joon, Animal Stars, Dolls                                                                                   |
| 20 de febrero   | Congratulations Congratulations (Spring Festival re-run)                                  | Ulgy Wudi (Season II): Liu Xiaohu, Mao Junjie, Wang Kai, Wu Qijiang, Li Xinru, Hey Girl, The Eighteen Bronze                 |
| 20 de febrero   | Joy From Heaven (Spring Festival re-run)                                                  | Jolin Tsai, Chae Yeon, Jaycee Chan, Jackie Chan, Louis Koo, Jason Zhang, Fahrenheit, Super Junior-M                          |
| 21 de febrero   | Double-sided Princesses (Spring Festival re-run)                                          | Jolin Tsai, Xu Mengya, Zhou Sicheng                                                                                          |
| 22 de febrero   | Eavesdrop (Part A) (Spring Festival re-run)                                               | Louis Koo, Daniel Wu, Sean Lau, Jason Zhang                                                                                  |
| 23 de febrero   | Let’s Go Watch Meteor Shower (Spring Festival re-run)                                     | Hans Zhang, Zheng Shuang, Yu Haoming, Vision Wei, Zhu Zixiao                                                                 |
| 24 de febrero   | Trick Boys & Trick Girls (Spring Festival re-run)                                         | BOBO, Qi Wei, Wang Xiyi, Big Missy, Super brother                                                                            |
| 25 de febrero   | Love Just Reside Together (Spring Festival re-run)                                        | Top Combine, Yoga Lin, Guo Shuyao (aka Yaoyao)                                                                               |
| 26 de febrero   | More and More Love (Spring Festival re-run)                                               | Fahrenheit |
| 27 de febrero   | Happy Festival (Spring Festival re-run)                                                   | Sandra Ng, Raymond Wong, Li Nian                                                                                             |
| 27 de febrero   | The Secret (Spring Festival re-run)                                                       | BoBo, Wowkie Zhang, Jackie Chan and the New Seven Little Fortunes, Jason Zhang, Hans Zhang, Zhang Yuan, Happy Camp directors |
| 6 de marzo      | Avenue of Stars                                                                           | Avenue of Stars Top singers (2009): Heini Auntie, Li Yushan, Wang Mu                                                         |
| 13 de marzo     | Happy Kingdom                                                                             | Liu Feier, Gu Chen, Wang Lina, Dancing Prince, Flower Drum Opera Big 4                                                       |
| 20 de marzo     | New Tricks                                                                                | Zhang Yitian, Crazy shrimps, pet dogs, Robotics Team                                                                         |
| 27 de marzo     | Star Academy                                                                              | Wong Jing, Louis Fan, Yang Mi, Jiang Jinfu, Guo Wei, Maggie Lee                                                              |
| 3 de abril      | Romance Thirty-Six Stratagems                                                             | Ethan Juan, Shin, Beauty dating group (Zhou Liangshi, MARY, Zhang Zhongyuan, Liu Zheng and Xiao Ying)                        |
| 10 de abril     | Current Night                                                                             | Jing Chang, Huo Siyan, Trend Animals, Current Mother and Child (SASA and YIYI)                                               |
| 17 de abril     | Want to be in Love                                                                        | KIMIKO, Niu Er, Liu Xiaoman, Mario, Zhou Simin, Zhou Sicheng                                                                 |
| 24 de abril     | 2010 Yushu earthquake                                                                     | Off-air |
| 22 de mayo      | 3 True Flames                                                                             | S.H.E |
| 21 de agosto    | Opening Ceremony                                                                          | Wonder Girls |
| 4 de septiembre | In The Happiness of Disastrous                                                            | Janet |
| 27 de noviembre | 2010 Asian Games                                                                          | Off-air |

### 2011
| Fecha           | Episodio            | Invitado                                                                        |
| 1 de enero      | People's Forces     | Jerry Yan, Lang Lang, Mayday, China Dolls                                       |
| 8 de enero      | In the Name of Love | Eddie Peng                                                                      |
| 15 de enero     | I Love HK           | Michael Tse, Raymond Wong Ho-yin, Fala Chen, Aarif Lee                          |
| 22 de enero     | Fall in Love cast   | Zhang Han, Jiang Kaitong, Qiao Qiao, Guan Zhiling, Dennis'O, Annie Wu, Li Xiang |
| 29 de enero     |                     | Li Qin, Wu Junru                                                                |
| 5 de noviembre  | Summer Passion      | Mayday                                                                          |
| 12 de noviembre |                     | Jason Zhang                                                                     |
| 19 de noviembre |                     | Liu Xiaoqing                                                                    |

### 2012
| Fecha          | Episodio            | Invitado                                                     |
| -------------- | ------------------- | ------------------------------------------------------------ |
| 7 de enero     | Do You Remember Me? | Eric Tsang, Maggie Cheung Ho-yee, Wang Zulan, Louis Yuen     |
| 14 de enero    | Perfect Lover       | Lee Min-ho                                                   |
| 21 de enero    | Love Honey          | Ella Chen, Yang Mi, Vic Chou                                 |
| 28 de enero    | TV Drama Variety    | Zhang Jiani, He Shengming, Du Chun, Yuan Shanshan, Shu Chang |
| 11 de febrero  | Chart Bang!         | Phoenix Legend, Pang Long                                    |
| 11 de febrero  | Love You So         | Na Ying, Lee Min Ho                                          |
| 28 de abril    |                     | Jiang Xin                                                    |
| 9 de junio     |                     | EXO-M                                                        |
| 14 de julio    |                     | Jing Boran                                                   |
| 21 de julio    |                     | EXO                                                          |
| 30 de julio    |                     | Gulnazar                                                     |
| 25 de agosto   |                     | Jiang Xin                                                    |
| 8 de diciembre | Song Qian's Dance   | f(x) (Victoria)                                              |

### 2013
| Fecha            | Episodio                   | Invitado                                                                                   |
| ---------------- | -------------------------- | ------------------------------------------------------------------------------------------ |
| 5 de enero       | Hero sad beauty            | Dicky Cheung, Yu Shaoqun                                                                   |
| 12 de enero      | Happy Home                 | Chapman To, Han Geng                                                                       |
| 19 de enero      | Dream Pi                   | Chen Sicheng, Wang Sisi                                                                    |
| 26 de enero      | The Variety Rookie Kings   | Wowkie Zhang, Kenny Kwan                                                                   |
| 2 de febrero     | New Year's Variety Match   | Lin Chi-ling, Huang Bo                                                                     |
| 2 de marzo       |                            | Miss A                                                                                     |
| 9 de marzo       | Band Battle                | Super 131, Timez                                                                           |
| 16 de marzo      | The Most Beautiful         | f(x)                                                                                       |
| 23 de marzo      | Change with Me             | Qu Ying, Jia Ling, Shen Ling, Wowkie Zhang, Bai Kainan                                     |
| 30 de marzo      | Best Partners              | Khalil Fong, Fiona Sit, Eddie Peng, Bai Baihe                                              |
| 6 de abril       | OPPA OPPA                  | Super Junior-M                                                                             |
| 13 de abril      | Forever Youth              | Wang Zulan, Han Geng, Mark Chao, Zheng Kai, Bao Beier                                      |
| 4 de mayo        | My Weirdo Friends          | Bo-Lin Chen, Jaycee Chan, Kuo Tsai-chieh                                                   |
| 11 de mayo       | Tit For Tat                | Lee Joon-gi, Chen Xiang, Chen Xiao, Zhao Liying, Tang Yixing, Li Feifei                    |
| 18 de mayo       | Mature Men                 | Tong Dawei, Deng Chao                                                                      |
| 25 de mayo       | This is Me                 | Wu Yi, Yu Shaoqun, Ren Zhong, Sun Jian                                                     |
| 1 de junio       | Date with Spring           | Yu Haoming, Yuan Shanshan, Sun Jian, Ji Jie, Zhao Hanyingzi, Xu Lu                         |
| 6 de julio       | Here's to Never Growing Up | EXO                                                                                        |
| 27 de julio      | Legend of Lu Zhen          | Ray Zhang, Li Sheng, Andy Yang, Deng Lun, Zhao Liying, Kenny Kwan, Shirley Dai, Allen Ting |
| 3 de agosto      |                            | Fan Bing Bing, Lee Zhi Ting, Jiang Jin Fu                                                  |
| 17 de agosto     | Palace II                  | Zhou Dongyu, Chen Xiao, Zhao Li Ying, Peer Zhu, Bao Beier                                  |
| 21 de septiembre |                            | Oho Ou, Hua Chenyu                                                                         |
| 2 de noviembre   |                            | Jimmy Lin, Zhang Liang                                                                     |
| 9 de noviembre   |                            | Gao Yuanyuan, Huang Haibo, Zhang Kaili, Ryan Zuo                                           |
| 16 de noviembre  |                            | Leon Jay Williams, Zhang Lanxin, Sodagreen                                                 |
| 23 de noviembre  |                            | Jiro Wang, Nicky Wu, Lu Yi                                                                 |
| 30 de noviembre  |                            | Liu Yifei, Deng Chao, Chen Yufan, Cannon Hu                                                |
| 7 de diciembre   |                            | Zhang Liang, Liu Qian                                                                      |
| 14 de diciembre  |                            | Jing Boran, Zhou Mi, Calvin Chen, Ni Ni                                                    |
| 21 de diciembre  |                            | Jackie Chan, Jing Tian, Ding Sheng, Lin Shen, Li Tai                                       |
| 28 de diciembre  |                            | Show Luo, YIF                                                                              |

### 2014
| Fecha            | Episodio              | Invitado                                                              |
| ---------------- | --------------------- | --------------------------------------------------------------------- |
| 4 de enero       | Go Study              | Wallace Chung, Janine Chang, Zhang Meng, Jia Qing, Han Dong           |
| 11 de enero      | Next Stop, Male Gods  | Guo Tao, Guo Zi Rui, Hua Chenyu, Oho Ou, Bai Ju Gang                  |
| 18 de enero      | Hard To Be A Woman    | He Jiong, Vivian Hsu, Jiang Mengjie, Zhu Dan, Sun Jian, Wang Di       |
| 25 de enero      | It's Almost New Years | Han Geng, Ryan Cheng, Wang Li Kun, Helen Yao, Chen Sicheng, Tong Liya |
| 1 de febrero     | It's New Years!       | Dicky Cheung, Zheng Guo Lin, Huang Hai Bing, Ray Zhang, Ye Zu Xin     |
| 8 de febrero     |                       |                                                                       |
| 15 de febrero    |                       | G.E.M., Shang Wenjie, Gary Chaw, Li Tai, Sun Jian, Yu Xiao Tong       |
| 22 de febrero    |                       |                                                                       |
| 1 de marzo       |                       |                                                                       |
| 8 de marzo       |                       |                                                                       |
| 15 de marzo      |                       |                                                                       |
| 22 de marzo      |                       |                                                                       |
| 29 de marzo      |                       |                                                                       |
| 5 de abril       |                       |                                                                       |
| 12 de abril      |                       |                                                                       |
| 19 de abril      |                       |                                                                       |
| 26 de abril      |                       |                                                                       |
| 3 de mayo        |                       | Hua Chenyu                                                            |
| 10 de mayo       |                       |                                                                       |
| 17 de mayo       |                       |                                                                       |
| 24 de mayo       |                       |                                                                       |
| 31 de mayo       |                       |                                                                       |
| 7 de junio       |                       |                                                                       |
| 14 de junio      |                       |                                                                       |
| 21 de junio      |                       |                                                                       |
| 28 de junio      |                       |                                                                       |
| 5 de julio       | Male Gods             | EXO                                                                   |
| 12 de julio      |                       | Ma Tianyu, William Chan, Li Yifeng y Park Yoo-chun                    |
| 19 de julio      |                       |                                                                       |
| 26 de julio      |                       |                                                                       |
| 2 de agosto      |                       |                                                                       |
| 9 de agosto      |                       |                                                                       |
| 16 de agosto     |                       |                                                                       |
| 23 de agosto     |                       |                                                                       |
| 30 de agosto     |                       |                                                                       |
| 6 de septiembre  |                       |                                                                       |
| 13 de septiembre |                       | Zhang Zhehan, Zhang Yijie                                             |
| 20 de septiembre |                       |                                                                       |
| 27 de septiembre |                       | Tang Xiaotian                                                         |
| 4 de octubre     |                       |                                                                       |
| 11 de octubre    |                       |                                                                       |
| 18 de octubre    |                       |                                                                       |
| 25 de octubre    |                       |                                                                       |
| 1 de noviembre   |                       |                                                                       |
| 8 de noviembre   |                       |                                                                       |
| 15 de noviembre  |                       |                                                                       |
| 22 de noviembre  |                       | Jing Boran                                                            |
| 29 de noviembre  |                       |                                                                       |
| 6 de diciembre   |                       |                                                                       |
| 13 de diciembre  |                       |                                                                       |
| 20 de diciembre  |                       |                                                                       |
| 27 de diciembre  |                       |                                                                       |

### 2015
| Fecha            | Episodio                                                                 | Invitados (as) |
| ---------------- | ------------------------------------------------------------------------ | --- |
| 3 de enero       | I Am a Singer 3                                                          | Hua Chenyu, Sun Nan, Chen Yufan, Hu Haiquan, 楊光 |
| 10 de enero      | Singles Villa                                                            | Joe Cheng, Jiro Wang, Zhang Xinyu, Xu Lu |
| 17 de enero      |                                                                          | Han Geng, UNIQ, Zhou Bichang |
| 24 de enero      | Baby, Sorry (宝贝，对不起)                                               | Wang Yan, Wang Hongqin, Shao Bing, Steve Ma, Ma Shitian, Shao Zijiao, Shao Ziheng; Huang Yali                                                           |
| 31 de enero      | Wonderful Friends                                                        | Du Haitao, Huang Xuan, Calvin Tu, Myolie Wu, Li Yuchun, Ni Ni, 峰哥 (饲养员), 何军 (主人), 杨扬 (宠物经纪人)                                            |
| 7 de febrero     | Dragon Blade, I Am a Singer 3                                            | Jackie Chan, 王若心, Lin Peng, Han Geng, Leo Ku, 周姨 (madre de Li Weijia)                                                                              |
| 14 de febrero    | Where Are We Going, Dad? 2                                               | Lu Yi, Lei Bao, Lu Yuxuan, Gary Chaw, Grace Chaw, Huang Lei, Sun Li, Christine Huang, Yang Wei, Yang Yun, Yang Wenchang                                 |
| 21 de febrero    | Legend of Fragrance                                                      | Li Yifeng, Tiffany Tang, Shu Chang, Huang Ming, Li Xirui, TFBOYS, 熊梦党, 刘赵黔                                                                        |
| 28 de febrero    |                                                                          | Jackie Chan, Nicholas Tse, Xiaoshenyang, Lu Yi, Huang Lei, Gary Chaw, Yang Wei, Li Yuchun, Han Hong, Shila Amzah                                        |
| 7 de marzo       | Red Sorghum, Because of Love, Love is a Miracle, Perfect Couple          | Huang Xuan, Zhu Yawen, Peng Guanying, Wallace Huo |
| 14 de marzo      | Cruel Romance                                                            | Huang Xiaoming, Qiao Renliang, Lay |
| 21 de marzo      | The Four                                                                 | Yang Yang, Hans Zhang, William Chan, Kris Wu |
| 28 de marzo      | Let's Get Married                                                        | Li Chen, Zheng Kai, Ivy Chen, Jia Ling, TFBOYS |
| 4 de abril       |                                                                          | TFBOYS: Jackson Yee, Karry Wang y Roy Wang, Phoenix Legend: Zeng Yi y Yangwei Linghua                                                                   |
| 11 de abril      | Divas Hit the Road                                                       | Hans Zhang, Hua Chenyu, Cheng Pei-pei, Liu Tao, Xu Qing, Li Fei'er, Zhang Kaili                                                                         |
| 18 de abril      | The Left Ear                                                             | Oho Ou, Guan Xiaotong, Chen Duling, Ma Sichun, Alec Su, Hu Xia                                                                                          |
| 25 de abril      | The Wife's Lies                                                          | Wang Zi, PSY, Zhang Junhao, Jia Qing, Li Mao |
| 2 de mayo        | You Are My Sunshine                                                      | Huang Xiaoming, Yang Mi, Angelababy, Ma Su, Sui He |
| 9 de mayo        | Takes a Real Man                                                         | Liu Haoran, Wang Baoqiang, Zhang Fengyi, Yuan Hong, Kuo Sja-tung, Du Haitao                                                                             |
| 16 de mayo       | Divas Hit the Road 2                                                     | Jing Boran, Yang Yang, Hans Zhang, Ji Chang-wook, Xu Qing                                                                                               |
| 23 de mayo       | Divas Hit the Road 2                                                     | Jing Boran, Yang Yang, Zheng Shuang, Xu Qing, Mao Amin, Ning Jing, Ivy Chen,                                                                            |
| 30 de mayo       | A Minute More, Jian Bing Man                                             | Peter Ho, Janine Chang, Dong Chengpeng, Yuan Shanshan                                                                                                   |
| 6 de junio       |                                                                          | Huang Xiaoming, Jing Boran, Yang Yang, Hans Zhang, Qiao Renliang, Ji Chang-wook, Yang Mi, Angelababy, Ma Su, Lay, TFBOYS, Phoenix Legend, Sui He        |
| 13 de junio      | The Lost Tomb                                                            | Li Yifeng, Ken Chang, Wei Wei, Liu Tianzuo |
| 20 de junio      | Destined to Love You                                                     | Jia Nailiang, Bosco Wong, Leon Zhang, Vengo Gao, Lin Zifeng                                                                                             |
| 27 de junio      | The Journey of Flower                                                    | Wallace Huo, Zhao Liying, Jiang Xin, Ma Ke, Zhang Danfeng, Li Chun                                                                                      |
| 4 de julio       | Forever Young                                                            | Li Yifeng, Wei Daxun, Jiang Jinfu, Leon Zhang, Huang Lei, Wang Youshuo, Zhang Yuxi, Zhang Huiwen, Li Xin'ai, Calvin Tu, Song Yi, Chai Ge                |
| 11 de julio      |                                                                          | Li Yifeng, Wei Daxun, Jiang Jinfu, Zhang Huiwen, Alec Su, Nicky Wu, Coco Lee                                                                            |
| 18 de julio      | The Whirlwind Girl                                                       | Yang Yang, Leo Wu, Bai Jingting, Jung Yong-hwa, JJ Lin                                                                                                  |
| 25 de julio      | Detective Gui, Cities in Love                                            | Wang Luodan, Vic Chou, Huang Xuan, Ethan Juan, Jiang Yiyan, Jiang Shuying                                                                               |
| 1 de agosto      | Time to Love                                                             | Ivy Chen, Tony Yang, Hu Xia, Zhou Bichang |
| 8 de agosto      | The Journey of Flower, Ice and Fire of Youth                             | Ma Ke, Xu Haiqiao, Zhang Danfeng, Jia Nailiang, Ying Er, Du Chun                                                                                        |
| 15 de agosto     | 我跟初恋的三个婚礼, Bride Wars                                           | Chen Xiao, Zhang Liang, Yuan Hong, Ren Zhong |
| 22 de agosto     |                                                                          | Wei Daxun, Wei Chen, Vivian Chow, Leo Ku, Wu Yi |
| 29 de agosto     | The Disguiser                                                            | Hu Ge, Wang Kai, Jin Dong, Wang Zulan, Sun Jian |
| 6 de septiembre  | Wu Xin: The Monster Killer                                               | Leo Wu, Luo Jin, Zhang Ruoyun, Liu Haoran, Chen Xiang, Jin Dachuan (金大川)                                                                             |
| 12 de septiembre |                                                                          | CNBLUE: Jung Yong-hwa, Lee Jong-hyun, Kang Min-hyuk y Lee Jung-shin; Zhang Yuxi, Baby Zhang; Lee Jong-suk (video)                                       |
| 19 de septiembre | Lost in Hong Kong                                                        | Xu Zheng, Zhao Wei, Bao Bei'er, Kingdom Yuen, Bobby Yip                                                                                                 |
| 26 de septiembre | Chronicles of the Ghostly Tribe                                          | Mark Chao, Tiffany Tang, Li Guangjie, Yao Chen, 周姨 (madre de Li Weijia)                                                                               |
| 3 de octubre     | Legend of Zu Mountain, Clash of Clans                                    | Zhao Liying, William Chan, Nicky Wu, JJ Lin, Jimmy Lin, Gao Yuanyuan                                                                                    |
| 10 de octubre    | Les Aventures d'Anthony                                                  | Bai Baihe, Liu Chang, Tang Yixin, Zhou Xun, Pax Congo, Jin Shijia                                                                                       |
| 17 de octubre    | Love Yunge from the Desert, The Journey of Flower, Goodbye Mr. Loser     | Chen Xiao, Du Chun, Xu Haiqiao, Zhang Danfeng, Shen Teng, Ma Li                                                                                         |
| 24 de octubre    | Youth Assemble, Ex-Files 2: The Backup Strikes Back, Bad Guys Always Die | Jing Chao, Jiao Junyan, Zheng Kai, Amber Kuo, Wang Chuanjun, Qiao Zhenyu                                                                                |
| 31 de octubre    | The Witness                                                              | Zhu Yawen, Liu Ruilin, Luhan, Yang Mi |
| 7 de noviembre   |                                                                          | Jordan Chan, Cherrie Ying, Yang Wei, Yang Yun, Chen Xiang, Mao Xiaotong, 王广成 (广场舞老师), 郑学智, Weiwei Ma, 肖骁, 石蕊 (视频出演), 杨文昌 (杨阳洋) |
| 14 de noviembre  | Run for Time, Detective Chinatown, Beautiful Secret                      | Shawn Dou, Zhang Liang, Liu Haoran, Wang Baoqiang, Chen Sicheng, Victoria Song                                                                          |
| 21 de noviembre  | Oh My God                                                                | Lay, Chen Xuedong, Coco Jiang, Li Xiaolu, Jelena Jia |
| 28 de noviembre  | Flipped                                                                  | Dilraba Dilmurat, Leon Zhang, Wu Yi, Zhou Bichang, Bao Bei'er, Yang Mi                                                                                  |
| 5 de diciembre   | Beautiful Secret, 时空召唤                                               | Peter Ho, Shawn Wei, Du Chun, Zheng Kai, Angelababy |
| 12 de diciembre  | Surprise                                                                 | Ma Tianyu, Mike Angelo, Bai Ke, Jia Nailiang, Jelena Jia, Yang Zishan, Jiaoshou Yi Xiaoxing                                                             |
| 19 de diciembre  | Devil and Angel                                                          | Deng Chao, Sun Li, Yu Baimei, Lele Dai |
| 26 de diciembre  | Mr. Six                                                                  | Li Yifeng, Zhu Yawen, Kris Wu, Ouyang Nana, Wu Yi, Pax Congo, Feng Xiaogang                                                                             |

### 2016
| Fecha            | Episodio                                                                              | Invitados (as) |
| ---------------- | ------------------------------------------------------------------------------------- | --- |
| 2 de enero       | The Legend of Qin                                                                     | Jiang Jinfu, Hu Bingqing, Lu Yi, Shen Teng, Ma Li, You Jingru |
| 9 de enero       | Mr.Six, The Legend of Zu, The Witness                                                 | Li Yifeng, Pax Congo, William Chan, Zhao Liying, Nicky Wu, Zhang Junhao, 林永登 (叠杯神童), Zhu Yawen, Liu Ruilin, Yang Mi, Luhan, Ouyang Nana, Kris Wu, Wu Yi                                    |
| 16 de enero      |                                                                                       | Joe Chen, Qiao Renliang, Gao Yuanyuan, 韩火火, Ren Zhong, Ma Su, 陈乔恩妈妈 (谢娜缺席) |
| 23 de enero      |                                                                                       | Zhou Xun, Qiao Renliang, Yang Yang, JJ Lin, Bai Baihe, Liu Chang, Ren Zhong; CNBLUE: Jung Yong-hwa, Lee Jong-hyun, Kang Min-hyuk y Lee Jung-shin; Lee Jong-suk (video)                            |
| 30 de enero      |                                                                                       | Wei Daxun, Wei Chen, Wu Yi, Shen Teng, Ma Li |
| 7 de febrero     | Go Princess Go                                                                        | Han Dongjun (+ mamá), Huang Xiaoming (+ mamá), Yu Menglong, Peter Sheng, Guo Junchen, Zhang Tian'ai, Yang Wei (+ suegra), Zou Shiming (+ suegra)                                                  |
| 13 de febrero    |                                                                                       | Mark Chao, Tiffany Tang, Wallace Huo, Chen Xiao, Zhao Liying, Zhang Liang, Du Chun, Yao Chen, Jiang Xin, Li Guangjie, Zheng Kai, Xu Haiqiao, Yuan Hong, Zhang Danfeng, Jiao Junyan, Wang Chuanjun |
| 20 de febrero    | A Happy Life 2, The Adventure For Love                                                | Chen Xuedong, Jiang Jinfu, Benny Chan, Wowkie Zhang, Monica Mu, Eva Cheng, Cindy Sun, Qu Ying, Bai Kainan, Shen Ling                                                                              |
| 27 de febrero    | Legend of Nine Tails Fox                                                              | Zhang Ruoyun, Fu Xinbo, Gina Gin, Li Zifeng, Caiqi Yang, Hacken Lee, 瞿天临, 韩火火, 聚美优品 |
| 5 de marzo       |                                                                                       | Darren Wang, Gao Yunxiang, Liu Tao, Yang Yuying, Ma Su, Zhang Junhao |
| 12 de marzo      | I Am a Singer 4                                                                       | Hwang Chi-yeul, Jeff Chang, Joey Yung, Lala Hsu |
| 19 de marzo      | The Greatest Love                                                                     | Zheng Shuang (+ padre: 郑成华), Du Zhiguo, Du Chun, Gary Chaw, 曹景堂 (曹格爸爸), WINNER |
| 26 de marzo      | God of War, Zhao Yun, Chongqing Hot Pot                                               | Godfrey Gao, Guo Junchen, Chen Kun, Yoonah, Pax Congo |
| 2 de abril       | Who Sleeps My Bro                                                                     | Park Hae-jin, Li Xian, William Chan, Chen Xiao, Wei Daxun, Liu Ruilin, Zhang Liang, Liang Tian |
| 9 de abril       | Chronicle Of Life, With You, My New Sassy Girl                                        | Hawick Lau, Vin Zhang, Liu Haoran, Cha Tae-hyun |
| 23 de abril      | Yesterday Once More                                                                   | Ma Sichun, Guan Xiaotong; Alec Su, Bai Jingting, Li Hongyi; Guo Shutong; Zhao Wenlong; Ding Guansen; Wang Herun, Qin Hao, 张小厚 (好妹妹乐队)                                                     |
| 30 de abril      | On The Road                                                                           | Li Chen, Tiffany Tang, Hao Lei, Wei Daxun |
| 7 de mayo        | God of War, Zhao Yun                                                                  | Ma Tianyu, Lin Gengxin, Ruby Lin, Yoonah |
| 14 de mayo       |                                                                                       | Zhang Jie, Coco Lee, Leo Ku |
| 21 de mayo       |                                                                                       | Song Joong-ki, Jia Ling, 邓男子 |
| 28 de mayo       | Chinese Paladin 5, Happy Mitan                                                        | Han Dongjun, Gulnazar, Henry Lau, Jia Ling, Charlene Choi, Bao Bei'er |
| 4 de junio       | Ten Deadly Sins                                                                       | Hans Zhang, Zhang Ruoyun, Bosco Wong, Yu Xiaotong |
| 11 de junio      | Yes ! Mr Fashion, So Young                                                            | Chen Xuedong, Ouyang Nana, Hwang Chi-yeul, Wang Duo, Peng Xinchen, Zhang Danfeng, 艾克里里 |
| 18 de junio      | Chinese Paladin 5                                                                     | Leo Wu, Joe Cheng, Zhang Liang, Gina Gin, Ma Su |
| 25 de junio      | Ode to Joy, Cold War II                                                               | Yang Zi, Jiang Xin, Li Xirui, Eddie Peng, Aaron Kwok, Zhou Bichang, Yang Mi, Tony Yang |
| 2 de julio       | When Larry Met Mary                                                                   | Zhu Yawen, Li Xian, Song Jia, Bao Bei'er, Bao Wenjing, Jiao Junyan, SNH48 |
| 9 de julio       | Ice Fantasy, Yu Zui Season 1                                                          | Zhang Yishan, Ma Tianyu, Zhang Meng, Du Chun, Jiro Wang, Victoria Song |
| 16 de julio      | Decoded, For a Few Bullets                                                            | Lin Gengxin, Chen Xuedong, Jing Chao, Zhang Jingchu, Ady An, Tengger |
| 23 de julio      |                                                                                       | TFBOYS, Li Yuchun |
| 30 de julio      | I Love That Crazy Little Thing                                                        | Zhao Liying, William Chan, Wang Ziwen, Ren Zhong, Jessica Jung, 朱炜强 (野外生存专家) |
| 6 de agosto      |                                                                                       | Lin Gengxin, Han Dongjun, Chen Xuedong, Darren Wang, Hwang Chi-yeul, Zhang Jie, Yang Yuying, Gao Yunxiang, Charlene Choi, Bao Bei'er, Joey Yung, Leo Ku                                           |
| 13 de agosto     | Love O2O                                                                              | Jing Boran, Zhang Yishan, Huang Zitao, Angelababy, Tan Songyun, Wu Qian |
| 20 de agosto     | Love O2O                                                                              | Han Dongjun, Jing Boran, Zhang Yishan, Yu Menglong, Guo Junchen, Huang Zitao, Angelababy, Tan Songyun, Wu Qian, Huang Xiaoming, Peter Sheng, Zhang Tian'ai, Yang Wei, Zou Shiming                 |
| 27 de agosto     | Noble Aspirations, Star Trek Beyond                                                   | Yang Zi, Qin Junjie, Li Yifeng, Tang Yixin, Cheng Yi, Bai Xue (白雪); Zhang Jie (video), Chris Pine (video), Zachary Quinto (video), Zoe Saldaña (video)                                          |
| 3 de septiembre  | Soul Mate                                                                             | Zhou Dongyu, Ma Sichun, Cecilia Cheung, Joe Cheng, Ma Ke, Song Xiaobao, Yue Song (岳松) |
| 10 de septiembre | Hide and Seek                                                                         | Wallace Huo, Qin Hailu, Lay, Wilber Pan, SNH48 |
| 17 de septiembre | L.O.R.D: Legend of Ravaging Dynasties                                                 | William Chan, Aarif Rahman, Yan Yikuan, Amber Kuo, Zhang Jike, Dong Li, Sun Wei (孙伟) |
| 24 de septiembre | I Belonged To You                                                                     | Deng Chao, Yang Yang, Zhang Tian'ai, Bai Baihe, Yue Yunpeng, 虎虎, 廖佳琳 |
| 1 de octubre     | L.O.R.D: Legend of Ravaging Dynasties                                                 | Fan Bingbing, Chen Xuedong, William Chan, Aarif Rahman, Yan Yikuan, Amber Kuo, Lin Yun, Roy Wang, Guo Jingming, Zhang Jike, Dong Li, Sun Wei (孙伟)                                               |
| 8 de octubre     |                                                                                       | (repetición del episodio del 20 de agosto) |
| 15 de octubre    |                                                                                       | Zhang Ruoyun, Liu Haoran, Zhang Xinyu, Yin Zheng |
| 22 de octubre    | Pretty Li Hui Zhen                                                                    | Dilraba Dilmurat, Peter Sheng, Wu Yi, Du Chun, Ma Su |
| 29 de octubre    | Where Are We Going, Dad? 4, Grade One Graduation                                      | Dong Li, Tian Liang, Julian Cheung, Anita Yuen, Sha Yi (沙溢), Zhang Lunshuo, Li Yihang, Cui Yahan (阿拉蕾)                                                                                       |
| 5 de noviembre   | Takes a Real Man                                                                      | Tong Liya, Jiang Jinfu, Huang Zitao, Zhang Lanxin, Shen Mengchen, Li Rui (主持人), Yang Mi |
| 12 de noviembre  | We Are in Love                                                                        | Yuan Hong, Zhang Xinyi, Qin Lan, Ming Dow, Zhang Jingchu, 石泰铭, 小蝶, 胥渡, 明烛天 |
| 19 de noviembre  | Number One Surprise, Shuttle Love Millennium, Fantastic Beasts and Where to Find Them | Jackson Wang, Wei Daxun, Wang Ou, Yang Di; Eddie Redmayne (video), J. K. Rowling (video) |
| 26 de noviembre  |                                                                                       | Wilber Pan, Julius Liu (劉維), Sun Jian, Phoenix Legend: Zeng Yi, Yangwei Linghua; Yu Quan, Shen Ling                                                                                             |
| 3 de diciembre   | Princess of Lanling King                                                              | Peng Guanying, Yu Xiaotong, Sun Jian, Baby Zhang, Zhou Mi, Wang Feifei, GiGi Leung, Yuan Shanshan                                                                                                 |
| 10 de diciembre  | 少年; Three Weddings                                                                  | Oho Ou, Bai Jingting, Zhang Liang, Cai Guoqing (蔡国庆) |
| 17 de diciembre  |                                                                                       | Han Dongjun, Tiffany Tang, Yang Di, Julius Liu (劉維), Zhang Haochen; Yang Mi (video) |
| 24 de diciembre  | Railroad Tigers                                                                       | Wang Kai, Jackie Chan, Huang Zitao, Darren Wang, Sang Ping, Ding Sheng, Zhang Xi |

### 2017
| Fecha            | Episodio                                                            | Invitados (as) |
| ---------------- | ------------------------------------------------------------------- | --- |
| 7 de enero       | Buddies in India                                                    | Wang Zulan, Wang Baoqiang, Yue Yunpeng, Bai-Ke (白客), Yingjun Zhao (赵英俊)                                                                                                  |
| 14 de enero      | Duckweed                                                            | Eddie Peng, Deng Chao, Dong Zijian, Han Han |
| 21 de enero      | Journey to the West: The Demons Strike Back                         | Wang Likun, Lin Gengxin, Kris Wu, Lin Yun, Bao Bei'er |
| 28 de enero      | Cook Up a Storm Amazing Kids                                        | Tiffany Tang, Hans Zhang, Nicholas Tse, Zhou Bichang, Joey Yung, Xiho (徐浩), Shen Ling                                                                                       |
| 4 de febrero     | Once Upon a Time in the Northeast                                   | Jia Nailiang, Wang Xun, Wu Yi, Wallace Chung, Ma Li, Yu Yang (于洋), Sun Yizhou                                                                                               |
| 18 de febrero    | Pretty Li Hui Zhen Eternal Love                                     | Dilraba Dilmurat, Yu Menglong, Wei Daxun, Peter Sheng, Yang Di, Sun Jian, Ming Xi, X-NINE                                                                                     |
| 25 de febrero    |                                                                     | Wilber Pan, Julius Liu (劉維), Sun Jian, Yu Quan, Phoenix Legend, Shen Ling                                                                                                   |
| 4 de marzo       | What a Wonderful Family Back to Field                               | Wei Daxun, Henry Lau, Yang Di, Huang Lei, Wang Xun, Zhang Yihan |
| 11 de marzo      | The Glory of Tang Dynasty Let Go of My Baby Day Day Up Amazing Kids | Li Xian, Ren Jialun, Wowkie Zhang, Jackson Yee, Jim Yu (于小彤), Xiho (徐浩)                                                                                                  |
| 18 de marzo      |                                                                     | Yang Yang, Deng Chao, Wallace Huo, Tia Ray, Michael Wong, Lay, Dimash Kudaibergen, Yue Yunpeng, Zhang Tian'ai, Qin Hailu, Wilber Pan, Bai Baihe, 虎虎, 廖佳琳, SNH48等        |
| 25 de marzo      | Who's the Murderer The Devotion of Suspect X                        | Alec Su, Victoria Song, Zhang Luyi |
| 1 de abril       | Super Mom The Mysterious Family                                     | Chen Xiao, Ariel Lin, Sha Yi (沙溢), Hu Ke, Bao Bei'er, Bao Wenjing |
| 8 de abril       | Eternal Love                                                        | Dilraba Dilmurat, Vengo Gao, Leon Zhang, Yin Zheng, Zhang Liang, Willy Yao (姚偉濤), 田樹, Cath Wong (黃研), 勝己, 靡寶, 管平潮                                               |
| 15 de abril      |                                                                     | Deng Lun, Song Weilong, Wei Daxun, Sun Yi, Zhou Yutong, Gui Gui, Dai Chao (代超), Wu You (吳優)                                                                               |
| 22 de abril      | Lightning Love Off the Cuff                                         | Leon Zhang, Shawn Yue, Jiang Jinfu, Miriam Yeung, Jiang Mengjie, Chen Yaan (陈娅安), Kan Qingzi                                                                               |
| 29 de abril      | Divas Hit the Road S3                                               | Jing Boran, Chen Bolin, Tony Yang, Gulnazar, Lai Yumeng, Jiang Shuying, Song Zu'er                                                                                            |
| 5 de mayo        | Song of Phoenix                                                     | Zhang Xinyu, Qiao Zhenyu, Jane Zhang, Jackson Yee, Ma Ke, Jin Wenqi |
| 13 de mayo       |                                                                     | Jiang Chao, Han Geng, Yang Xuwen, Xu Haiqiao, Bai-Ke (白客) |
| 20 de mayo       | Fighter of the Destiny                                              | Zhang Ruoyun, Luhan, Yang Di, Gulnazar, Ma Sichun, Joseph Zeng, Chen Shu |
| 27 de mayo       | Legend of Dragon Pearl The Destiny of White Snake                   | Yang Zi, Qin Junjie, Ren Jialun, Shu Chang, Henry Lau, Yang Di, Liang Tian |
| 3 de junio       | -                                                                   | Zhang Bichen, Roy Wang, Yang Di, Leo Ku, Sun Jian |
| 10 de junio      |                                                                     | Deng Lun, Yu Xiaotong, Yang Di, Henry Lau, Wei Chen, Roy Wang |
| 17 de junio      | Transformers: The Last Knight                                       | Han Dongjun, Tang Yixin, Yang Di, Tiger Hu, Henry Lau |
| 24 de junio      | The Weasel Grave Wished                                             | Ethan Juan, Victoria Song, Yang Di, Henry Lau, Xu Lu, Xia Yu, Wang Feifei, Cao Tongrui                                                                                        |
| 1 de julio       | The House That Never Dies Ⅱ                                         | Hawick Lau, Wei Daxun, Julian Cheung, Henry Lau, Vivienne Tam, Geng Le, Victoria Song, Joey Yung                                                                              |
| 8 de julio       | Secret Fruit                                                        | Zhao Liying, William Chan, Ren Jialun, Niu Junfeng, Huang Zitao, Song Xiaobao, Haochen Zhang, Arthur Chen, Wang Bowen, Ouyang Nana, X-NINE, SNH48, 趙秀蕾                     |
| 15 de julio      |                                                                     | Hans Zhang, Zhang Liang, Lay, Wang Zulan, Angelababy, Wayne (张大大) |
| 22 de julio      |                                                                     | Deng Lun, Darren Wang, Wei Daxun, Zhu Yawen, Han Geng, Sun Jian, Wu Yi, Zhu Zixiao, Shen Teng, Ma Su, Bao Bei'er, Shen Ling, Zhang Tian'ai, 时尚七太, Fan Yuancheng, Jin Xiao |
| 29 de julio      | Soul Mate                                                           | Mark Chao, TFBOYS, Zhou Dongyu, Ma Sichun, Dou Jingtong |
| 5 de agosto      | When We Were Young                                                  | Liu Haoran, Guan Xiaotong, Tang Guoqiang, Li Yuchun, MC Tianyou (MC天佑), Joseph Zeng, Phoenix Legend, TFBOYS, YIF                                                            |
| 12 de agosto     | Boyhood                                                             | Victoria Song, Liu Ye, TFBOYS, Yang Di, Chen Ruolin, Zhang Zifeng, Danson Tang, Li Fei'er, Shiyu Qiao (乔诗语), Chengcheng (陳更)                                             |
| 19 de agosto     | Super Boy                                                           | Show Luo, Li Jian (李健), Chen Li (陳粒), Participantes de Super Boy |
| 26 de agosto     | Chinese Restaurant Love Actually                                    | Zhao Wei, Zhou Dongyu, Huang Xiaoming, Zhang Liang, Tong Dawei, Jin Mengjia, Joe Chen                                                                                         |
| 2 de septiembre  | The Rap of China                                                    | Kris, 馬蘇, 肖佳 (Jony J), 謝鋭韜 (TT), 胡雪松 (鬼卞), 孫洪超 (孫八一), 吳肇輝 (輝子), 白曜隆 (BrAnT.B 小白), 王昊 (PG One 萬磁王)                                            |
| 9 de septiembre  | -                                                                   | Li Xian, Chen Xuedong, Jackson Wang, Xing Zhaolin, Arthur Chen, Leo Wu, Lang Lang                                                                                             |
| 16 de septiembre |                                                                     | Huang Xuan, Vivi Miao, Xiong Ziqi, Mao Xiaotong, Zhong Chuxi, Yang Caiyu, Xiaofeng Li (李曉峰)                                                                                |
| 23 de septiembre | City of Rock                                                        | Chen He, Wang Zulan, Bao Bei'er, Run (陳子由), Dong Chengpeng, Shan Qiao |
| 30 de septiembre | Sky Hunter                                                          | Wei Daxun, Fan Bingbing, Li Chen, Leon Lee (李晨浩), 中國空軍 霹靂部隊 |
| 7 de octubre     |                                                                     | Lay, Wilber Pan, Zhang Liang, Angelababy |
| 14 de octubre    |                                                                     | Zhang Ruoyun, Jiang Chao, Hou Minghao, Niu Junfeng, Xiong Ziqi, Ma Ke, Lu Xiaoyu, Yu Meihong, Li Zixuan (李子璇)                                                              |
| 21 de octubre    | The Starry Night, The Starry Sea                                    | Bosco Wong, Bea Hayden, Zhou Bichang, Xiong Ziqi, Zhang Bichen, Tan Songyun                                                                                                   |
| 28 de octubre    | Oh My General                                                       | Li Ronghao, Peter Sheng, Will Pan, Ma Sichun |
| 4 de noviembre   | The Inn                                                             | Liu Tao, Wang Ke, Chen Xiang, Kan Qingzi, Ji Lingchen, Wang Zulan, Leanne Li, Run (陳子由), Kido Ma (马思超)                                                                  |
| 11 de noviembre  | Day and Night Where Are We Going, Dad? 5                            | Du Jiang, Wu Chun, Bai Jingting, Pan Yueming, TF家族, 艾倫 |
| 18 de noviembre  | Game of Hunting                                                     | Hu Ge, Hu Bing, Wei Daxun, Jian Renzi, 徐阁, Xiong Ziqi, Jonny Chen (陈龙) |
| 25 de noviembre  | Dog Partner (奇兵神犬) The Dreaming Man                             | Chen Bolin, Leon Zhang, Jiang Chao, Sha Yi (沙溢), Yang Shuo, Wayne (张大大), Lin Yun                                                                                         |
| 2 de diciembre   |                                                                     | Tang Yixin, Jackson Yee, Guan Xiaotong, Pan Yueming, Wang Jia, 吳牧野 |
| 9 de diciembre   | Great Expectations Bleeding Steel                                   | Liu Haoran, Chen Sicheng, Yuan Hong, Ouyang Nana, Zhao Lixin, Li Zhang, 陈昊                                                                                                  |
| 16 de diciembre  | Love of Aurora                                                      | Guan Xiaotong, Wang Yanlin, Chen Xiang, Ren Zhong, Ma Ke, Xiaolong Zhang |
| 23 de diciembre  |                                                                     | Hu Yitian, Du Jiang, Zhou Yiwei, Julius Liu (劉維), Shen Teng, Sandra Ng, Papi Jiang                                                                                          |
| 30 de diciembre  | Namiya                                                              | Dilraba Dilmurat, Lee Hong-chi, Dong Zijian, Karry Wang, Feng Timo (冯提莫)                                                                                                   |

### 2018
| Fecha            | Episodio                                              | Invitados |
| ---------------- | ----------------------------------------------------- | --- |
| 6 de enero       | Guardians of the Tomb, Jumanji: Welcome to the Jungle | Li Bingbing, Wu Chun, Niu Junfeng, Wu Yi, Zhang Xincheng, Julius Liu (劉維), Fang Jiayi                                           |
| 13 de enero      | A Better Tomorrow 2018                                | Ma Tianyu, Wang Dalu, Wang Kai, Ye Zuxin                                                                                          |
| 20 de enero      | -                                                     | Hu Yitian, YOUNG-G, Mao Buyi, Win (Wei Xun / 魏巡), Mao Yanqi (Vavá), Zhao Tianyu, Zhong Chuxi                                    |
| 27 de enero      | The Faces of My Gene                                  | Guo Degang, Guo Qilin, Yang Di, Chen Xiang, Yu Qian, Yue Yunpeng, Star Liu (劉心), Tube Li (李行亮), Underwater.P                 |
| 3 de febrero     | Idol Producer                                         | Lay, Yang Di, Gui Gui, Participantes de Idol Producer                                                                             |
| 10 de febrero    | Untouchable Lovers, Detective Chinatown 2             | Song Weilong, Liu Haoran, Wang Sulong, Wang Xun, Xiao Yang, Li Haofei                                                             |
| 17 de febrero    | The Flame's Daughter, Hilarious Family                | Dilraba Dilmurat, Vin Zhang, Vic Chou, Joey Yung, Leo Wu, Yuan Hong, Zhang Xincheng                                               |
| 24 de febrero    | Singer 2018                                           | Angela Chang, Su Shiding, Zhang Tian'ai, Xin Zhilei, Sun Jian, Zhai Tianlin, Tan Songyun                                          |
| 3 de marzo       | -                                                     | Xiong Ziqi, Yang Di, Pan Yueming, Julius Liu (劉維), Wang Yanlin, Han Xue                                                         |
| 10 de marzo      | -                                                     | Dilraba Dilmurat, Hu Yitian, Hans Zhang, Wang Yanlin, Lay, Zhou Yiwei, Karry Wang, Xiong Ziqi, Shen Teng, Pan Yueming, Angelababy |
| 17 de marzo      | -                                                     | Xing Zhaolin, Peng Yu-chang, Zhang Xincheng, Ji Lingchen, Mao Buyi, Zhao Tianyu, Zhang Bichen, Zhang Xueying, Yu Wenwen           |
| 24 de marzo      | Who's the Keyman                                      | Deng Lun, Yang Di, Han Xue, Bai Jingting, Yang Rong, Ma Sichun                                                                    |
| 31 de marzo      | Siege in Fog                                          | Han Dongjun, Hu Yitian, Xiong Ziqi, Ji Lingchen, Julius Liu (劉維), Sun Yi                                                        |
| 7 de abril       | The Legend of Dugu, Looking for Rohmer                | Xiong Ziqi, Jeremy Tsui, Han Geng, Zhang Danfeng, Hu Bingqing, Jian Renzi                                                         |
| 14 de abril      | Dude's Manual, 21 Carats                              | Tang Yixin, Wang Yanlin, Dong Zijian, Gui Gui, Guo Jingfei, Zhong Chuxi                                                           |
| 21 de abril      | Secret of the Three Kingdoms, Us and Them             | Jing Boran, Ma Tianyu, Han Dongjun, Mike Angelo, Liu Ruoying                                                                      |
| 29 de abril      | -                                                     | Song Weilong, Shen Yue, Peng Yu-chang, Zhang He, Hu Xianxu, Arthur Chen, Kyulkyung, Yu Wenwen                                     |
| 5 de mayo        | How Long Will I Love You                              | Yang Di, Ming Xi, Ada Choi, Julius Liu (劉維), Tong Liya                                                                          |
| 12 de mayo       | Back to Field S2, Flying Tiger                        | Henry Lau, Bosco Wong, Peng Yu-chang, Ron Ng, Huang Lei                                                                           |
| 19 de mayo       | Here to Heart, Women in Beijing, Oh! My Emperor       | Hans Zhang, Jing Chao, Zhou Yiwei, Xiao Zhan, Yuan Hong, Lan Yingying, Qi Wei                                                     |
| 26 de mayo       | Meteor Garden Reborn                                  | Shen Yue, Dylan Wang, Caesar Wu, Darren Chen, Connor Leong, Cao Yunjin, Julius Liu (劉維), Chai Zhiping                           |
| 2 de junio       | -                                                     | NINE PERCENT |
| 9 de junio       | -                                                     | Zhang Jie, Xiong Ziqi, Yu Quan (羽泉), Kyulkyung                                                                                  |
| 16 de junio      | -                                                     | Zhang Jie, Xiong Ziqi, Yu Quan (羽泉), Kyulkyung, NINE PERCENT                                                                    |
| 23 de junio      | Animal World                                          | Li Yifeng, Wang Yanlin, Joe Chen, Silence Wang, Kelly Yu, Li Dan                                                                  |
| 30 de junio      | Take My Brother Away                                  | Hu Yitian, Peng Yu-chang, Zhai Tianlin, Zhu Zhen, Zhang Liang, Guo Jingfei                                                        |
| 7 de julio       | -                                                     | Cheng Xiao, Wang Yibo, NEX7 |
| 14 de julio      | -                                                     | Xiong Ziqi, Dylan Wang, Darren Chen, Bai Yu, Zhu Yilong, Li Landi                                                                 |
| 21 de julio      | -                                                     | Lin Gengxin, Mark Chao, Ethan Juan, Ma Sichun                                                                                     |
| 28 de julio      | -                                                     | Xu Weizhou, Wu Chun, Joe Cheng, Victoria Song, Ju Jingyi, Connor Leong                                                            |
| 4 de agosto      | -                                                     | Lay, Huang Bo, Wang Baoqiang, Wang Xun                                                                                            |
| 11 de agosto     | -                                                     | Dylan Wang, Caesar Wu, Darren Chen, Connor Leong, Wu Yi, Chen Xuedong, Peng Yu-chang                                              |
| 18 de agosto     | Story of Yanxi Palace                                 | Wu Jinyan, Xu Kai, Qin Lan, Charmaine Sheh, Liu Yijun, Julius Liu (劉維)                                                          |
| 25 de agosto     | -                                                     | Alec Su, Karry Wang, Shu Qi, Pax Congo                                                                                            |
| 1 de septiembre  | -                                                     | Yang Yang, Wei Daxun, Wang Likun, Zhang Zhehan, Xu Haiqiao, Win (Wei Xun / 魏巡)                                                  |
| 8 de septiembre  | -                                                     | Hans Zhang, Joe Chen, Cheng Xiao, Du Jiang, Yang Di                                                                               |
| 15 de septiembre | -                                                     | Chen Kun, Celina Jade, Chang Yuan (常远), Huang Cailun, Ni Ni, Ma Li                                                              |
| 22 de septiembre | -                                                     | Wu Yi, Zheng Kai, Du Jiang, Connor Leong, Mao Buyi, Ju Jingyi, Jiang Zixin                                                        |
| 1 de octubre     | -                                                     | Deng Lun, Jing Boran, Wei Chen |
| 6 de octubre     | -                                                     | Ma Tianyu, Xu Weizhou, Yu Menglong, Wallace Chung, Sun Yi, Bao Bei'er                                                             |
| 13 de octubre    | -                                                     | |
| 20 de octubre    | -                                                     | Xu Kai, Luo Yunxi, Liu Enshang, Wang Maolei, Juliette Binoche, Su Qing                                                            |
| 27 de octubre    | -                                                     | Mike Angelo, Kyulkyung, Kenji Wu                                                                                                  |
| 3 de noviembre   | -                                                     | Lawrence Wong, Qin Lan, Wang Ou, Pan Yueming, Wang Xun                                                                            |
| 10 de noviembre  | -                                                     | Zhai Tianlin, Du Chun, Tong Liya, Yin Zheng (尹正)                                                                                |
| 17 de noviembre  | -                                                     | Hu Yitian, Zhang Zhehan, Tan Songyun, Cao Yunjin, Zheng Yecheng                                                                   |
| 24 de noviembre  | -                                                     | Yang Rong, Jing Chao, Jiang Zi Xin, Yuan Quan                                                                                     |
| 1 de diciembre   | -                                                     | Han Xue, Zhang Ruoyun, Michelle Chen, Darren Chen                                                                                 |
| 8 de diciembre   | The King of Blaze                                     | Chen Bolin, Jing Tian, Lai Yumeng                                                                                                 |
| 15 de diciembre  | -                                                     | Xiaoshenyang, Yue Yunpeng, Yunhe Yi (衣云鹤), Chang Yuan (常远), Yang Xiao (肖央), Wang Xiaoli (王小利)                           |
| 22 de diciembre  | -                                                     | Mike Angelo, Xu Weizhou, Peng Yu-chang, Hou Minghao, Peter Sheng                                                                  |
| 30 de diciembre  | -                                                     | Tao, Wu Yi, Jackson Yee, Tong Zhuo (仝卓)                                                                                         |

### 2019
| Fecha            | Episodio                                        | Invitados |
| ---------------- | ----------------------------------------------- | --- |
| 5 de enero       | -                                               | Han Dongjun, Justin Huang, Han Geng, Leo Wu, Liu Yuning, Gui Gui, Kelly Yu, Huang Tingting                                                      |
| 12 de enero      | -                                               | Hu Yitian, Justin Huang, Joe Cheng, Kim Jin (金瀚), Yu Xiaotong                                                                                 |
| 19 de enero      | -                                               | Connor Leong, Huang Jingyu, Shen Teng, Zhang Xincheng, Yin Zheng (尹正), Fang Yin (尹昉), Shuailiang Liu, Ben Yu (張本煜)                       |
| 26 de enero      | -                                               | Jackie Chan, Ethan Juan, Connor Leong, Lin Bohong, Xu Haiqiao, Zhong Chuxi, Lin Peng                                                            |
| 2 de febrero     | -                                               | Henry Lau, Lin Yanjun, Jing Chao, Yang Di |
| 9 de febrero     | -                                               | Feng Shaofeng, Wang Renjun, Sun Jian, Huang Mengying, Pan Yueming, Zhang Jianing, Li Yixiao, Ma Li, Gao Lu, Kira Shi                            |
| 16 de febrero    | -                                               | Zhang Jie, Justin Huang, Wei Daxun, Yang Di, Jing Chao                                                                                          |
| 23 de febrero    | -                                               | Song Weilong, Wei Daxun, Kim Jin (金瀚), Jin Han, Xiong Ziqi                                                                                    |
| 2 de marzo       | -                                               | Lai Kuan-lin, Xu Kai, Chen Xuedong |
| 9 de marzo       | -                                               | Xu Kai, Wang Yanlin, Peng Yu-chang, Chen Linong, Wu Jiacheng, Zhang Xincheng, Yang Chaoyue                                                      |
| 16 de marzo      | Nice to Meet You                                | Zhang Mingen, Janice Man, Ayanga, Lucas Wong, WayV,                                                                                             |
| 23 de marzo      | -                                               | Qian Zhenghao, Cai Weize, Fei Qiming, Wu Yi, Mao Buyi, Jing Chao, Julius Liu (劉維)                                                             |
| 30 de marzo      | -                                               | Jing Boran, Michelle Chen, Qin Hao, Leo Wu, Wang Ziyi, Shen Yue, Ma Sichun, Song Jia                                                            |
| 6 de abril       | -                                               | Yang Di, Yan Ni |
| 13 de abril      | -                                               | Tong Dawei, Wowkie Zhang, Liu Yuning, Winwin, Yu Xiaoguang, Zhang Chao, 潭卓, Gao Yang (高杨), 陆宇鹏, BIG-K (石凯), 蔡尧, Wei Dai (代玮)       |
| 20 de abril      | -                                               | Darren Wang, Xu Minghao, Xu Haiqiao, Joe Chen, Jiao Junyan, Neil Gao, Tong Zhuo (仝卓)                                                          |
| 27 de abril      | Goodbye My Princess                             | Chen Xingxu, Peng Xiaoran, Silence Wang, Yico Zeng, Henry Huo                                                                                   |
| 3 de mayo        |                                                 | Wu Yi, Zhu Zhengting |
| 11 de mayo       |                                                 | Justin Huang, Wei Daxun, Dylan Wang, Yang Mi |
| 18 de mayo       |                                                 | Nie Yuan, Jordan Chan, Cao Yunjin, Zhang Liang (张亮)                                                                                           |
| 25 de mayo       | The Great Craftsman Ever Night 2 Great Escape   | Wallace Huo, Justin Huang, Wei Daxun, Dylan Wang, Johnny Zhang, Ge Shimin (葛施敏), Yang Mi                                                     |
| 1 de junio       | Investiture of the Gods 喜歡你我也是            | Zhu Xingjie (朱星杰), Wang Likun, Gulnazar, Liu Yuning, Ivy Chen, Ling Xiaosu, Zhang Shaogang                                                   |
| 8 de junio       | Bureau of Transformer My Little One 神奇的汉字  | Chen Xuedong, Yu Xiaotong, Daddi Tang (唐曉天), You Zhangjing (尤长靖), Chen He, Wang Ziwen, Tong Zhuo (仝卓)                                   |
| 15 de junio      | My Best Summer                                  | Dong Li, Arthur Chen, Silence Wang, He Landou, Yang Chaoyue, Meng Meiqi                                                                         |
| 22 de junio      |                                                 | Zhu Yawen, Qiao Zhenyu, Tang Wei, Julius Liu (劉維)                                                                                             |
| 29 de junio      | The Prince of Tennis                            | Li Ronghao, Peng Yu-chang, Dong Li, Zhang Yijie, Lay, Xie Binbin                                                                                |
| 6 de julio       | Princess Silver Put Your Head on My Shoulder    | Aarif Rahman, Zhang Xueying, Hu Xia, Yisa Yu, Jing Chao, Mao Buyi; Lu Hu; Lin Yi, Xing Fei                                                      |
| 13 de julio      | Growing Pain Coward Hero                        | Guo Junchen, Yue Yunpeng, Yan Ni, Tong Liya, Yuan Hong, Zhao Jinmai                                                                             |
| 20 de julio      | Chinese Restaurant The Bravest                  | Huang Xiaoming, Dong Zijian, Karry Wang, Qin Hailu, Tong Zhuo (仝卓)                                                                            |
| 27 de julio      | River Flows To You Another Me                   | Ma Tianyu, Xiong Ziqi, Chen Duling, Shen Yue |
| 3 de agosto      | Go Go Squid! Mr. Fighting                       | Li Xian, Deng Lun, Wei Daxun, Ma Sichun, Wu Xuanyi, Tong Zhuo (仝卓), Ni Hongjie                                                                |
| 10 de agosto     | You Are My Answer The Untamed                   | Wei Daxun, Wu Jinyan, Qiao Xin, Xiao Zhan, Wang Yibo, Kuo Sja-tung, 朱幀                                                                        |
| 17 de agosto     |                                                 | Karry Wang, Han Geng, Tong Zhuo (仝卓), Xu Qing, Yu Xiaoguang                                                                                   |
| 24 de agosto     | I Want to Play Basketball                       | Deng Lun, Li Yifeng, Dylan Wang, Justin Huang, Jeremy Lin                                                                                       |
| 31 de agosto     |                                                 | Cai Xukun, Show Luo, Wu Yi, Julius Liu (劉維), Ouyang Nana, Mao Buyi, Tong Zhuo (仝卓)                                                          |
| 7 de septiembre  |                                                 | Cai Xukun, Show Luo, Julius Liu (劉維), Ouyang Nana, Mao Buyi, Tong Zhuo (仝卓), C.T.O (Create Top One)                                         |
| 14 de septiembre |                                                 | Cai Xukun, Show Luo, Julius Liu (劉維), Ouyang Nana, Mao Buyi, Tong Zhuo (仝卓), C.T.O (Create Top One), JJ Lin, Liang Jingru, The Life Journey |
| 21 de septiembre | My People, My Country                           | Han Dongjun, Du Jiang, Arthur Chen, Peng Yu-chang                                                                                               |
| 28 de septiembre | When We Are Together Liberation (解放·終局營救) | Wallace Chung, Zhang Xincheng, Roy Wang, Guo Jingfei, Zhong Chuxi, Guo Qilin (郭麒麟), 王鏘, 徐沐嬋                                             |
| 5 de octubre     | Project S Side By Side Skate Our Souls Spike    | Zhang Yishan, Guo Junchen, Tong Zhuo, Wang Renjun, Connor Leong, Guo Zifan, Yang Chaoyue, Xu Mengjie                                            |
| 12 de octubre    |                                                 | Qi Wei, Lee Seung-hyun, Sha Yi (沙溢), Ren Zhong, Hu Ke, Li Nian, You Zhangjing, Tong Zhuo                                                      |
| 19 de octubre    |                                                 | Fan Chengcheng, Pan Yueming, Zhang Bichen, Julius Liu (劉維), Zhou Qi (周奇), 杨和苏                                                            |
| 26 de octubre    |                                                 | Guo Zifan (郭子凡), Zhou Qi (周奇), Zhang Yuqi (张钰琪), Li Mingde (李明德), Liu Jiayi (刘家祎), 郑繁星,                                        |
| 2 de noviembre   |                                                 | Li Guangjie, Xu Weizhou, Gu Jiacheng, Wang Ziyi, Fei Qiming (费启鸣)                                                                            |
| 9 de noviembre   |                                                 | Zhang Ruoyun, Joe Chen, Jacky Heung, Bea Hayden, Zhang Mingen, Xu Lu, Tong Zhuo (仝卓), 薇娅                                                    |
| 16 de noviembre  |                                                 | Zhou Zhennan, Lin Yi, Chen Xuedong, Lai Kuan-lin, Justin Huang, Wang Runze, Tong Zhuo (仝卓), Jike Junyi, Austin (李佳琦)                       |
| 23 de noviembre  |                                                 | Wei Daxun, Yang Di, Wang Linkai |
| 30 de noviembre  |                                                 | Wu Tsing-Fong, Phoenix Legend, Chen Linong, Lala Hsu                                                                                            |
| 7 de diciembre   |                                                 | Chen Bolin, Zhang Tian'ai, Henry Lau, Peng Yu-chang, 李浩菲                                                                                     |
| 14 de diciembre  |                                                 | Hans Zhang, Ma Tianyu, Leo Wu, Liu Tao, Ruby Lin, Kan Qingzi, Chen Xiang                                                                        |
| 21 de diciembre  |                                                 | Leo Wu, Li Landi, William Chan, Kan Qingzi, Zhang Zifeng, Guo Qilin                                                                             |
| 28 de diciembre  |                                                 | Kris Wu, Wilber Pan, Angelababy, Zhao Jinmai, 福克斯                                                                                            |

### 2020
| Fecha            | Episodio                                                                                                | Invitados |
| ---------------- | --- | --- |
| 4 de enero       | Detective Chinatown Vol. 3 Detective Chinatown                                                          | Liu Haoran, Cheng Xiao, Victor Ma, Wang Baoqiang, Janine Chang |
| 11 de enero      | Empress of the Ming                                                                                     | Lay, Xiong Ziqi, Yu Haoming, Deng Jiajia, Li Zixuan (李子璇) |
| 19 de enero      | Reunión Anual de Apertura del Zodiaco                                                                   | Zhou Zhennan, Hou Minghao, Yan Xujia, Xu Kai, Sun Yi, Yu Xiaotong, Zhou Shen, Wu Xuanyi                                                                            |
| 15 de febrero    | Lost in Russia                                                                                          | Xu Zheng, Yuan Quan, Guo Jingfei, Mao Buyi, Jia Bing (贾冰) |
| 22 de febrero    | Vanguard Lost in Russia                                                                                 | Jackie Chan, Yang Yang, Guo Ailun, Zhu Zhengting, Stanley Tong |
| 29 de febrero    | Find Yourself Under the Power Idol Producer 2                                                           | Song Weilong, Victoria Song, Cai Xukun, Xiao Jia, Ren Jialun, Tan Songyun, Aprendices de Youth With You 2: Xu Jiaqi, Shangguan Xiai, An Qi, Kong Xueer y Wang Qing |
| 7 de marzo       | Guardians of the Ancient Oath                                                                           | Leo Wu, Guo Junchen, Xu Weizhou, Song Zu'er, Tong Zhuo (仝卓), Lin Yanjun, Yu Yang                                                                                 |
| 15 de marzo      | | Huang Jingyu, Jin Han, Xie Binbin, Wang Ziwen, Guan Xiaotong, Tong Zhuo (仝卓)                                                                                     |
| 21 de marzo      | Lost in Russia                                                                                          | Jackie Chan, Yang Yang, Ai Lun (艾伦), Zhu Zhengting, Xu Zheng, Yuan Quan, Guo Jingfei, Mao Buyi, 贾冰                                                             |
| 28 de marzo      | | Jackson Yee, Zhang Yujian, Ju Jingyi, Tong Zhuo (仝卓), Shen Ling (沈凌)                                                                                           |
| 5 de abril       | | Yu Xiaotong, Zhang Xincheng, Dong Li, Xiong Ziqi, Tan Songyun, Tong Zhuo (仝卓)                                                                                    |
| 11 de abril      | | Vengo Gao, Yu Menglong, Liu Ruilin, Xu Kaicheng, Julius Liu, Qiao Zhenyu, Tong Zhuo (仝卓)                                                                         |
| 18 de abril      | | Zhou Zhennan, Xia Zhiguang, Zhu Zhengting, Tong Zhuo (仝卓), Wu Xuanyi                                                                                             |
| 25 de abril      | My Roommate Is A Detective                                                                              | Hu Yitian, Leon Zhang, Zhang Yujian, Zhu Zhengting, Julius Liu, Fu Shouer, Li Haofei                                                                               |
| 2 de mayo        | | Zhang Jie, Justin Huang, Yang Di, Peng Yu-chang, Lin Yun, Li Haofei                                                                                                |
| 9 de mayo        | | Song Weilong, Chen Xuedong, Jin Han, Ling Xiaosu, Wang Ziyi, Yuan Shanshan, Tang Yifei                                                                             |
| 16 de mayo       | | Wu Jinyan, Guo Junchen, Peng Yu-chang, Jiang Mengjie, Xie Binbin (谢彬彬), Lin Yanjun                                                                              |
| 23 de mayo       | | Vengo Gao, Zeng Yi, Wang Zulan, 孟鹤堂, Shen Ling (沈凌) |
| 30 de mayo       | And The Winner Is Love Someday Or One Day                                                               | Luo Yunxi, Greg Hsu, Wang Yanlin, Chen Yuqi, Tan Jianci, Tan Songyun                                                                                               |
| 6 de junio       | Love Advanced Customization Ode to Daughter of Great Tang Burning My Love, Enlighten Me                 | Dilraba Dilmurat, Huang Jingyu, Xu Kai, Jing Chao, Connor Leong |
| 13 de junio      | Me to Us                                                                                                | Nicholas Tse, Karry Wang, Liu Mintao, Wang Ou, Kan Qingzi, Yang Rong                                                                                               |
| 20 de junio      | Run For Young                                                                                           | Roy Wang, Connor Leong, Peng Yuchang, Zhang Youhao, Zhang Jingyi, You Zhangjing                                                                                    |
| 27 de junio      | Viva La Romance 4                                                                                       | Fan Chengcheng, Wang Yaoqing, Meng Hetang, Pan Yueming, Yuan Hong                                                                                                  |
| 4 de julio       | Not a Loner The Romance of Tiger and Rose Intense Love We Are All Alone The Bad Kids Symphony's Romance | Darren Wang, Ding Yuxi, Qin Lan, Qin Hao, Wei Daxun, Lin Yun |
| 11 de julio      | | |
| 18 de julio      | | |
| 25 de julio      | | |
| 1 de agosto      | | |
| 8 de agosto      | | |
| 15 de agosto     | | |
| 22 de agosto     | | |
| 29 de agosto     | | Li Bingbing, Du Hua, Zhao Liying, Wang Yibo, Chen Xuedong, Han Geng, Justin Huang, NEXT                                                                            |
| 5 de septiembre  | | |
| 12 de septiembre | | |
| 19 de septiembre | | |
| 26 de septiembre | | |
| 3 de octubre     | | |
| 10 de octubre    | | |
| 17 de octubre    | | Liu Yuning, Lin Yi, Justin Huang, Yumiko Cheng, Jia, Dany Lee (李斯丹妮)                                                                                           |
| 24 de octubre    | | Hans Zhang, Ding Yuxi, Qi Wei, Justin Huang, Yang Chaoyue |
| 7 de noviembre   | | Kaili Zhang, Phoenix Legend, Gu Zhixin, Charlie Zhou, Justin Huang                                                                                                 |
| 14 de noviembre  | Soul Snatcher                                                                                           | Li Xian, Chen Linong, Zhang Hanyun, Hani Kyzy, Justin Huang |
| 21 de noviembre  | | Zhao Lusi, Bai Lu, Lin Yushen, Cheng Yi, Lin Shen |
| 28 de noviembre  | Dear Mayang Street                                                                                      | Darren Wang, Qiao Xin, Timmy Xu, Patrick Shi, Justin Huang, Tan Songyun, 李雪琴                                                                                    |
| 5 de diciembre   | Twisted Fate of Love Irreplaceable Love Legend of Fei The Legend of Xiao Chuo                           | Tiffany Tang, Wu Chun, Sun Yi, Justin Huang, Xiong Ziqi, Sun Jian, Lin Yun                                                                                         |
| 12 de diciembre  | Onmyoji                                                                                                 | Deng Lun, Mark Chao, Wang Ziwen, Wang Duo, Chun Xia (Jessie Li), Victor Ma (马伯骞), Guo Jingming                                                                  |
| 19 de diciembre  | | Wilber Pan, Gina Jin, Wang Feifei, Zhang Yanqi, Wang Chenyi (Even Wong), 锤娜丽莎                                                                                  |
| 26 de diciembre  | | Wang Ou, Jing Chao, Zhang Bichen, Chang Yuan, Shan Qiao, Victor Ma (马伯骞)                                                                                        |

### 2021
| Fecha           | Episodio                                                 | Invitados                                                                                           |
| --------------- | -------------------------------------------------------- | --------------------------------------------------------------------------------------------------- |
| 2 de enero      | Fourtry2                                                 | William Chan, Ouyang Nana, Wei Daxun, Yang Di, Justin Huang, Ding Chengxin, Liu Yuxin               |
| 9 de enero      | The Rebel Princess                                       | Zhang Ziyi, Zhou Yiwei, Peng Yuchang, Zhang Xueying, Justin Huang, Yuan Hong, Zuo Xiaoqin, Dany Lee |
| 16 de enero     |                                                          | Henry Huo, GAI, Curley Gao, Isabelle Huang, Jeff Chang, Philip Lau                                  |
| 23 de enero     | 刺杀小说家                                               | Dong Zijian, Lei Jiayin, Yu Hewei, Guo Jingfei, Liu Tianzuo, Yang Mi                                |
| 30 de enero     | The Yin Yang Master                                      | Chen Kun, Zhou Xun, Wang Likun, Shen Yue, Wang Zixuan, Zhou Shen                                    |
| 6 de febrero    | Hi, Mom                                                  | |
| 13 de febrero   |                                                          | |
| 20 de febrero   | The Wolf                                                 | Li Qin, Darren Wang, Lin Yi                                                                         |
| 27 de febrero   |                                                          | |
| 6 de marzo      |                                                          | |
| 13 de marzo     |                                                          | |
| 20 de marzo     | The Long Ballad                                          | Dilraba Dilmurat, Leo Wu, Liu Yuning, Alen Fang, Zhou Shen, Jin Jing                                |
| 27 de marzo     |                                                          | Dylan Wang, Darren Chen                                                                             |
| 3 de abril      | Word of Honor                                            | Sun Yi, Zhang Zhehan, Gong Jun, Mao Buyi, Hu Xia, Yin Xiaotian                                      |
| 10 de abril     | Si Teng Don't Disturb My Study The Sword and The Brocade | Vin Zhang, Jing Tian, Li Landi, Lai Kuanlin, Wallace Chung, Tang Xiaotian, Tan Songyun              |
| 22 de abril     |                                                          | Gong Jun, Ding Chengxin, Yin Xiaotian                                                               |
| 29 de abril     |                                                          | Yang Di, Gong Jun, Ding Chengxin                                                                    |
| 1 de mayo       |                                                          | Wang Ou, Mao Xiaotong, Li Yitong                                                                    |
| 15 de mayo      |                                                          | Gulnazar, Shen Yue, Lucas Wong, Winwin                                                              |
| 29 de mayo      | Love Scenery                                             | |
| 5 de junio      |                                                          | |
| 12 de junio     | Dear Military Uniform                                    | Zhang Zhehan, Huang Jingyu, Li Qin                                                                  |
| 19 de junio     | Ancient Love Poetry                                      | Vin Zhang, Xu Kai                                                                                   |
| 26 de junio     |                                                          | |
| 3 de julio      |                                                          | Ouyang Nana, Chen Linong                                                                            |
| 10 de julio     |                                                          | |
| 17 de julio     |                                                          | |
| 24 de julio     |                                                          | |
| 31 de julio     |                                                          | |
| 7 de agosto     | You Are My Glory                                         | Dilraba Dilmurat, Yang Yang, Hu Ke, Zhai Zilu, Ding Chengxin, Cai Guoqing                           |
| 14 de agosto    |                                                          | |
| 21 de agosto    |                                                          | |
| 28 de agosto    |                                                          | |
| 4 de septiembre |                                                          | |

## Premios
- En 1998, Happy Camp fue galardonado con los premios estrellas y la decimosexta sesión del drama de la televisión China.
- En 2005, el programa es «semanario nuevo» como los 15 años del más influyente programa de televisión de China.
- En 2007, Happy Camp fue premiado por ser el programa de variedad más popular.
- En 2008, asistió a la ceremonia de 2008 Asian Television Awards por mejor programa de entretenimiento.[17]
- En 2009, Happy Camp entró en la lista del programa de variedades más buscados de Google y obtuvo un récord mundial.

## Producción

### Antecedentes
He Jiong nació en Changsha, Hunan en 1974. Él es un anfitrión bien conocido en China. Muchas personas lo reconocen por ser anfitrión en Happy Camp, que se incorporó en 1998. Actualmente, aún está organizando el espectáculo, además de ser la cabeza de la familia feliz. Además de ser conductor del programa, Jiong fue también el anfitrión de otros espectáculos. Ha publicado álbumes, libros y películas. También es un profesor universitario.
Xie Na nació en 1981 en Sichuan. Ha actuado en muchas películas y dramas. Ha sido reconocido como un anfitrión popular en China, además de haber producido dos álbumes, un libro y muchas películas. Su manera especial del programa de ha traído felicidad a la audiencia.

## Emisión internacional
- Malasia: 8TV (2016-).